# Débora Vanesa Molina
Débora Molina (Claypole, Almirante Brown, 14 de febrero de 1985) es una jugadora de futsal y fútbol argentina. Sus inicios en los torneos de AFA fueron en el Club Arsenal de Sarandí jugando futsal y actualmente se desempeña en el Club Atlético San Lorenzo de Almagro como mediocampista ofensiva en fútbol once, y ala en futsal. Es la segunda jugadora más ganadora de la historia del futsal femenino de AFA detrás de su compañera de equipo Eliana Medina y una de las jugadoras con más participaciones en la Copa Libertadores de Futsal Femenino (2013, 2015, 2016, 2017, 2018). También disputó la Copa Libertadores de Fútbol Femenino 2021. Además integró durante varios años la Selección Argentina de futsal femenino.
El 19 de enero de 2023 se hace oficial su llegada a Boca Juniors.

## Palmarés

### Títulos nacionales de fútbol
| Título             | Club               | País      | Año      |
| ------------------ | ------------------ | --------- | -------- |
| Primera División A | San Lorenzo        | Argentina | Ap. 2021 |
| Primera División A | C. A. Boca Juniors | Argentina | 2023     |

### Títulos nacionales de futsal
| Título               | Club        | País      | Año  |
| -------------------- | ----------- | --------- | ---- |
| Torneo Clausura 2009 | San Lorenzo | Argentina | 2009 |
| Torneo Apertura 2009 | San Lorenzo | Argentina | 2009 |
| Torneo Anual 2009    | San Lorenzo | Argentina | 2009 |
| Torneo Clausura 2010 | San Lorenzo | Argentina | 2010 |
| Torneo Clausura 2011 | San Lorenzo | Argentina | 2011 |
| Torneo Apertura 2011 | San Lorenzo | Argentina | 2011 |
| Torneo Anual 2011    | San Lorenzo | Argentina | 2011 |
| Torneo Apertura 2012 | San Lorenzo | Argentina | 2012 |
| Torneo Anual 2012    | San Lorenzo | Argentina | 2012 |
| Torneo Apertura 2013 | San Lorenzo | Argentina | 2013 |
| Torneo 2015          | San Lorenzo | Argentina | 2015 |
| Torneo 2016          | San Lorenzo | Argentina | 2016 |
| Torneo Clausura 2017 | San Lorenzo | Argentina | 2017 |
| Torneo Anual 2017    | San Lorenzo | Argentina | 2017 |
| Copa Argentina 2018  | San Lorenzo | Argentina | 2018 |
| Supercopa 2019       | San Lorenzo | Argentina | 2019 |
| Liga Nacional 2019   | San Lorenzo | Argentina | 2019 |
| Supercopa 2021       | San Lorenzo | Argentina | 2021 |
| Torneo Único 2021    | San Lorenzo | Argentina | 2021 |
| Copa de Oro 2022     | San Lorenzo | Argentina | 2022 |
| Torneo de AFA 2022   | San Lorenzo | Argentina | 2022 |

### Títulos internacionales de futsal
| Título               | Equipo      | Sede     | Año  |
| -------------------- | ----------- | -------- | ---- |
| Copa Mujer y Deporte | San Lorenzo | Santiago | 2012 |